# Frank Furedi

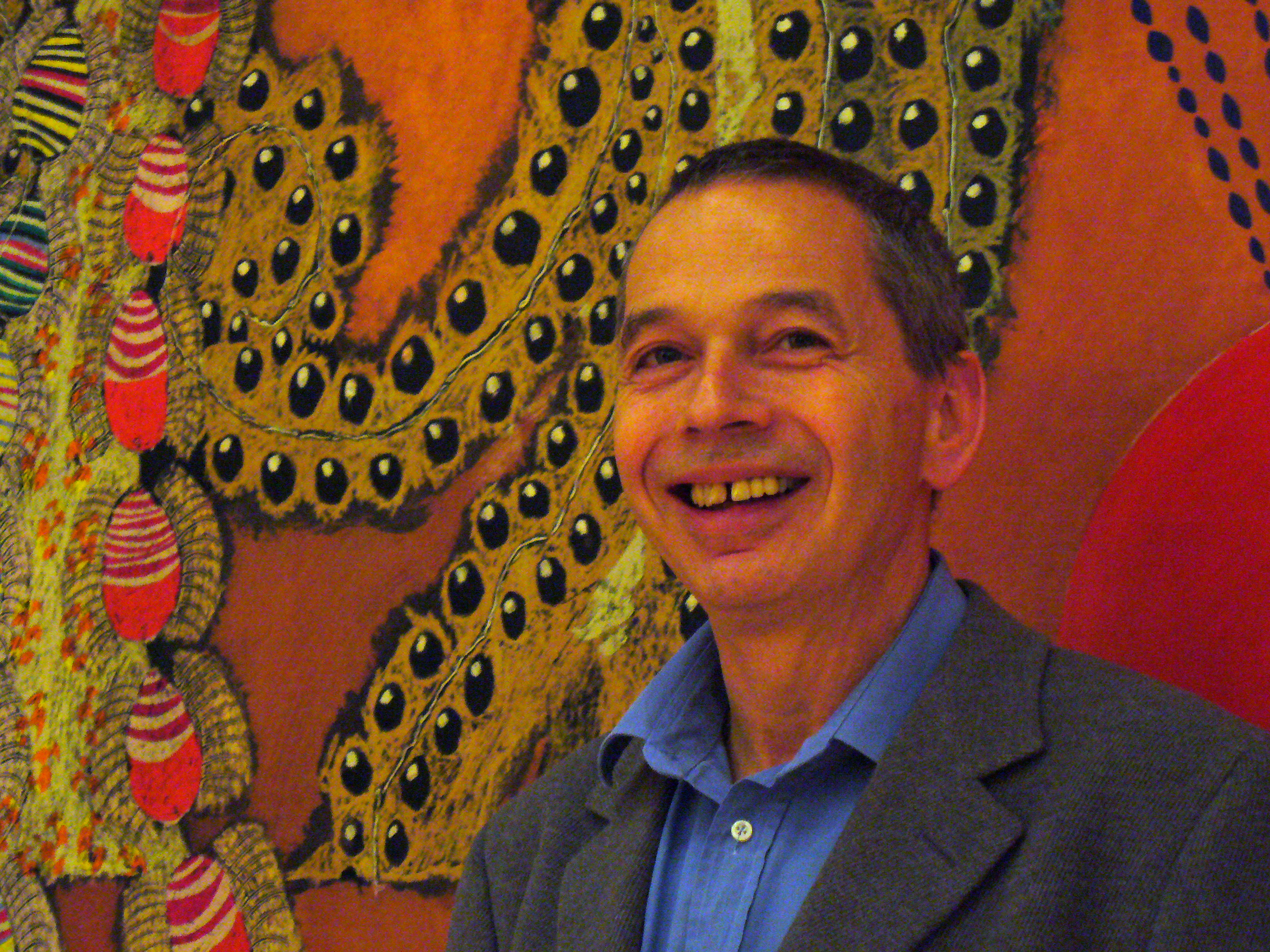
Frank Furedi

Frank Furedi (* 1947 in Budapest, auch Frank Füredi, geboren als Ferenc Füredi) ist ein Professor für Soziologie an der University of Kent in Großbritannien.

## Biographie
Nach dem Ungarischen Volksaufstand 1956 emigrierte Furedis Familie von Ungarn nach Kanada. Furedi studierte an der McGill University in Montreal, seit 1969 lebt er in Großbritannien. Er promovierte an der School of Oriental and African Studies der University of London mit einer Arbeit über den Mau-Mau-Aufstand in Kenia. Als ehemals studentischer Radikaler war er in den 1970ern Mitgründer der trotzkistischen Revolutionary Communist Party. Ab den 1990er-Jahren vertrat er zunehmend rechtslibertäre Positionen. Er wird häufig in der britischen Presse zitiert.
Furedi arbeitet beim Onlinemagazin Spiked mit. Er ist Gastautor bei der Achse des Guten und dem Debattenmagazin Novo. Er ist Direktor der Brüsseler Dependance des rechtskonservativen Mathias Corvinus Collegiums, das von der ungarischen Regierungspartei Fidesz finanziert wird. 2023 trat er an verschiedenen rechtspopulistischen und pro-putinistischen Veranstaltungen auf.
Seine Frau Ann Furedi leitet den British Pregnancy Advisory Service, die größte private Abtreibungsberatung in Großbritannien.

## Werk
Furedi ist bekannt für seine Arbeiten zur Soziologie der Angst, Therapiekultur, ängstliche Erziehung und den Umgang mit Risiken und Wissen. Dabei nimmt er kritische Positionen zu Anthony Giddens und Ulrich Beck ein. Die globale Erwärmung sieht er als deutlich geringere Gefahr als eine Unfähigkeit der Politik, ernsthaft zu führen.
2001 prägte Furedi den Terminus Eltern-Determinismus (englisch parental determinism) für eine Ideologie, die gesellschaftliche Probleme auf massenhaftes Erziehungsversagen von Eltern zurückführt. Das Konzept nahm in Großbritannien großen Einfluss auf das junge Forschungsgebiet der Kultur der Elternschaft.

## Schriften (Auswahl)
- The Soviet Union Demystified: A Materialist Analysis, Junius Publications, 1986
- The Mau Mau War in Perspective, James Currey Publishers, 1989
- Mythical Past, Elusive Future: History and Society in an Anxious Age, Pluto Press, 1991
- The New Ideology of Imperialism: Renewing the Moral Imperative, Pluto Press, 1994
- Colonial Wars and the Politics of Third World Nationalism, IB Tauris, 1994
- Culture of Fear: Risk Taking and the Morality of Low Expectation, Continuum International Publishing Group, 1997
- Population and Development: A Critical Introduction, Palgrave Macmillan, 1997
- The Silent War: Imperialism and the Changing Perception of Race, Pluto Press, 1998
- Courting Mistrust: The Hidden Growth of a Culture of Litigation in Britain, Centre for Policy Studies, 1999
- Paranoid Parenting: Abandon Your Anxieties and Be a Good Parent, Allen Lane, 2001, deutsch Warum Kinder mutige Eltern brauchen, DTV 2004, ISBN  3-423-34072-X
- Therapy Culture: Cultivating Vulnerability in an Uncertain Age, Routledge, 2003
- Where Have All the Intellectuals Gone?: Confronting Twenty-First Century Philistinism, Continuum International Publishing Group, 2004
- The Politics of Fear. Beyond Left and Right, Continuum International Publishing Group, 2005
- Invitation to Terror: The Expanding Empire of the Unknown, Continuum International Publishing Group, 2007
- 100 Years of Identity Crisis. Culture War Over Socialisation. De Gruyter, Berlin/Boston 2021. ISBN 9783110705577.
- The Road to Ukraine: How the West Lost its Way. De Gruyter, Berlin/Boston, 2022.
- The War Against the Past. Why The West Must Fight For Its History. Polity Press, 2024. ISBN 9781509561254.